# Frontschwein
Frontschwein è il tredicesimo album in studio del gruppo musicale black metal svedese Marduk. È stato pubblicato nel 2015 dalla Century Media Records.

## Tracce
1. Frontschwein – 3:13
2. The Blond Beast – 4:26
3. Afrika – 4:00
4. Wartheland – 4:17
5. Rope of Regret – 3:52
6. Between the Wolf-Packs – 4:28
7. Nebelwerfer – 6:17
8. Falaise: Cauldron of Blood – 4:58
9. Doomsday Elite – 8:11
10. 503 – 5:12
11. Thousand-Fold Death – 3:45

## Formazione
- Mortuus – voce
- Morgan Steinmeyer Håkansson – chitarra
- Magnus "Devo" Andersson – basso
- Fredrik Widigs – batteria